# 우주전대 큐레인저 메카: 큐렌오
우주전대 큐레인저의 메인 메카. 시시 보이저를 중심으로 나머지 보이저가 합체 가능하다. 합체 불가능한 보이저는 류 보이저, 호우호우 보이저, 오리온 보이저 뿐이다.
| 전체 높이      | 46m                                                                   |
| 중량           | 2300t                                                                 |
| 전체 폭        | 38m                                                                   |
| 스피드         | 400km/h                                                               |
| 흉부           | 16.8m                                                                 |
| 파워           | 2000만 마력                                                           |
| 코어 큐 보이저 | 시시 보이저                                                           |
| 왼팔           | 카지키 보이저                                                         |
| 오른팔         | 카멜레온 보이저                                                       |
| 왼다리         | 오우시 보이저                                                         |
| 오른다리       | 오오카미 보이저                                                       |
| 이름           | キュウレンオー(큐렌오)/Universe mega zord(유니버스 메가조드)/갤럭시킹 |

## 활약상
초반에 드래곤 보이저가 등장하기 전까지 유일한 메카였다.

### 초반
1화부터 등장하여, 처음엔 오오카미 보이저와 오우시 보이저가 없어 팔만 있었다. 그리고 나중에 오오카미 보이저와 오우시 보이저가 합체해 완전한 형태가 되었다. 좋은활약을 보여주면서 역시 메인 메카라는 모습을 보여주었다.
2화, 4화는 새로운 멤버의 영입으로 새로운 보이저가 합체하였다.

### 후반
후반에는 큐타마진과 오리온 배틀러때문에 비중이 줄었다. 겨우 37화에 출연하였는데, 비중이 높진 않았다.

## 바리에이션

### 그외
그 외에도 다양한 합체가 가능하다.

## 완구
완구는 별로 좋은 평을듣진 못했다.